# Ochenta y nueve
El ochenta y nueve (89) es el número natural que sigue al ochenta y ocho y precede al noventa.

## Propiedades matemáticas
- Es el 24º número primo, después de 83 y antes de 97.
- Es el decimoprimer término de la sucesión de Fibonacci, después de 55 y antes de 144.
- En el sistema decimal, el inverso de 89 está relacionado con la sucesión de Fibonacci:
{\displaystyle {\frac {1}{89}}=\sum _{n=1}^{\infty }{F(n)\times 10^{-(n+1)}}=0.011235955...} 
De forma más general, el denominador es b² - b - 1, donde b es la base del sistema de numeración (cuando b=10 se obtiene el 89).
- Es un número primo pitagórico.

## Características
- 89 es el número atómico del actinio.

- Datos: Q535061
- Multimedia: 89 (number) / Q535061